# 宇治川电气
宇治川电力 （ 日语：／／ Ujigawa denki ）是日本曾经存在的一家电力公司，也是太平洋战争前日本五大電力會社（东邦电力、东京电灯、大同电力、宇治川电力、日本电力）之一，总部位于近畿地区，略称为宇治电。宇治川电气是现在的大手电力会社关西电力的前身公司之一。

## 历史
明治时代中期，由于明治维新后发动甲午战争和日俄战争，日本工业化取得进展，对电力的需求也随之增加。当时的发电站主要是火力发电厂，并设置在电力需求大的城市地区周围，但这些城市周围的发电厂建设跟不上电力需求增加的速度，因此电力公司从1900年代开始在山区修建大型水力发电厂。水力发电厂生产的电力从山区通过长距离高压输电线输送到城市地区。
在这种趋势下近畿地区的大阪电灯、京都电灯等公司计划在淀川上游的宇治川水系建设一座水力发电厂，为近畿地区的城市供电。最终，在大阪商船中桥德五郎的协调下，宇治川电气于1906年11月8日在京都成立，随后宇治水力发电厂（宇治市宇治山田）于1913年竣工，开始向京阪地区供电。
与此同时，日本的电力事业公有化在大城市展开，大阪电灯的运营区域便被大阪市收购，发电设施也落入大同电力手中。因此，宇治电转为向较大需求的客户供应电力，并通过与大阪市签订电力供应协议来确保大阪的电力需求。另一方面在京都市，宇治电与京都电灯就电力供应展开竞争，最终京都市以宇治电与京都电灯分区供电的方式解决。
九一八事變後中日戰爭一觸即發，隨著五一五事件、 二二六事件的發生，軍方開始控制政府，軍方控制的政府渴望掌控電力事業。1938年與《國家總動員法》一併頒布了《電力管理法》、《日本發送電株式會社法》、《與電力管理相關的公司債券處理法》，宣示政府完全控制電力事業的決心。1939年半官营的日本发送电成立，随后又成立9家（北海道、東北、關東、中部、北陸、關西、中國 、四國、九州）半官营配电公司。在此背景下宇治电于1942年解散，发送电设备被迫售予日本发送电，配电业务则并入關西、北陸配电。

## 其他
- 在五大電力會社中，宇治电是最关注电气化铁路业务的。 1926年宇治电收购滋賀縣的近江铁道， 1927年又收购兵库电气铁道（兵库～明石区间）和神户姬路电气铁道（明石～姬路区间）。两家公司的铁路在明石连接，并合并为一个电气化铁路部门，[4]由宇治电直接管理运营。 1933年宇治电的电气化铁路部门作为山阳电铁分离，但独立后山陽電鐵本線仍称为“宇治电本線”。此外，宇治电解散后，近江铁道成为西武铁道的子公司。

- 1920年大阪商船和宇治电预计电力需求进一步增加，成立了日本电力（日电），开发了北陆地区的水力资源并开始供电。然而，在随后的电力战中，作为子公司的日电被迫独立建设新的输电设施并培育客户，对抗已与大同电力签订供电合同的母公司宇治电，导致两家公司尽管是母公司与子公司关系，却发生激烈竞争。

- 宇治水力发电厂于1913年竣工，[3]至今作为关西电力的宇治发电仍在使用厂。

- 高知市的抛光剂制造商“宇治电化学工业株式会社”[5]的公司名称中仍保留“宇治电”这一名称。该公司是1939年由宇治川电气等投资成立。[6]